# オベルト
『オベルト、サン・ボニファーチョ伯爵』（Oberto, Conte di San Bonifacio）は、ジュゼッペ・ヴェルディが初期に作曲した2幕からなるオペラである。『サン・ボニファーチョ伯爵オベルト』と称されることもある。オペラは現在では全く上演されない。

## 概要
ヴェルディが最初に作曲したオペラで、作曲の動機については不明なところが多いが、1836年頃に友人に宛てて書いた手紙にはこのオペラについて言及していることから、1836年頃に作曲されたと考えられている。もともとは『ロチェステル』というタイトルであったが、台本作家のテミストークレ・ソレーラが1839年の初演に際して、アントニオ・ピアッツァが書いた『ロチェステル』の台本を一部手を加えて、現在のタイトル『オベルト』に改題したといわれている。
初演は1839年11月17日にミラノ・スカラ座で行われ、成功を収めた。その後1840年にスカラ座で再演が行われている。
現在では全く上演されていない。

## 原作と台本
原作は不明である。台本はアントニオ・ピアッツァによるが、テミストークレ・ソレーラが補筆した。

## 登場人物
| 人物名     | 声域         | 役                                         |
| ---------- | ------------ | ------------------------------------------ |
| クニーツァ | メゾソプラノ | エッツェリーノ伯爵の妹、リッカルドの婚約者 |
| リッカルド | テノール     | サリングエルラ伯爵                         |
| オベルト   | バス         | サン・ボニファーチョ伯爵                   |
| レオノーラ | ソプラノ     | オベルトの娘                               |
| イメルダ   | メゾソプラノ | クニーツァの侍女                           |

その他（合唱）:貴族たち、女性たち、家臣たち

## あらすじ
時と場所:1228年、バッサーノのエッツェリーノ伯爵の居城、その近辺。

## 参考資料
- 作曲家別名曲解説ライブラリー『ヴェルディ・プッチーニ』（音楽之友社）
- 作曲家・人と作品『ヴェルディ』（音楽之友社）